# Ningjin (Xingtai)
Ningjin (chinesisch 宁晋县, Pinyin Níngjìn Xiàn) ist ein chinesischer Kreis der bezirksfreien Stadt Xingtai, Provinz Hebei. Seine Fläche beträgt 1.114 km², er zählt 764.828 Einwohner (Stand: Zensus 2010). Sein Hauptort ist die Großgemeinde Fenghuang (凤凰镇).